# 康乃馨
香石竹（學名：Dianthus caryophyllus）又稱剪絨花、洛陽花、康乃馨、狮头石竹、麝香石竹、大花石竹、荷蘭石竹，为石竹科石竹属的植物，分布于欧洲温带以及中国大陆的福建、湖北等地，原產於地中海地區，是目前世界上應用最普遍的花卉之一。康乃馨包括許多變種與雜交種，在溫室裡幾乎可以連續不斷開花。1907年起，開始以粉紅色康乃馨作為母親節的象徵，故今常被作為獻給母親的花。在2000多年前希臘語文獻中就在曾提到這種花，古希臘科學家泰奧弗拉斯托斯創造了現在的屬名“Dianthus”，這個詞來自希臘語“神聖”（dios）和“花”（anthos）。
康乃馨是肯尼亞的主要出口種類，也是美洲哥倫比亞最大的出口花卉品種，在亞洲的日本、韓國、馬來西亞等國都有大量栽培。在歐洲，德國、匈牙利、意大利、波蘭、西班牙、土耳其、英國和荷蘭等國栽培的規模也很大。

## 形態特徵
康乃馨莖稈硬脆，節很大。花單生或2－3朵簇生，花萼長筒狀，花瓣扇狀。盆栽用品種有純黃色、白色、紫色具白邊、淡橙色、鮮紅色、紅色、粉紅色、粉紅色具橙紅深條紋，以及自然矮生種的花淡紫色邊緣深紫色。

## 品種
常見的有極愛（Adorable）系列的金塊（Nugget）、雪花（Snowflake）、甜頭（Sugarplum）、板球（Cricket）、標槍（ Dart）、壁畫（Fresco）、小精靈（EIf）、丘比特（Cupid）、蒂斯凱特（Tisket），羅曼史（Romence）系列的CFPC夢（CFPCDream）自然矮生種， 黛安特（Dianette）系列， 阿維（Avi）自然矮生種，戴奧吉恩斯（Diogenes）大花種。

## 文化象徵
康乃馨是中国婚礼仪式中最常用的花。
在西方国家的一些特殊場合或節日，人們會佩戴康乃馨，其中尤以母親節和婚禮上為常見。1907年，美國的母親節創始人安娜·賈維斯選擇康乃馨為母親節象征，原因是此花為其母最愛，同時她選擇的康乃馨為白色，象征了母愛的純潔。隨著時代變遷，母親節如果母親尚在人世，便應佩戴紅色康乃馨，反之才為白色。
奧地利和意大利等一些國家的人們在國際勞動節時會佩戴紅色康乃馨，以之為社會主義和工人運動的象征。葡萄牙康乃馨革命的象征也是紅色康乃馨。
聖帕特里克節時有佩戴綠色康乃馨的習俗，而又因為被愛爾蘭作家、著名同性戀者奧斯卡·王爾德佩戴而出名，所以也成了同性戀的象征。在牛津大學，參加考試的學生在傳統上應該佩戴康乃馨，例如第一場考試佩白色、期中考試佩粉色、期末則佩紅色。

## 栽培

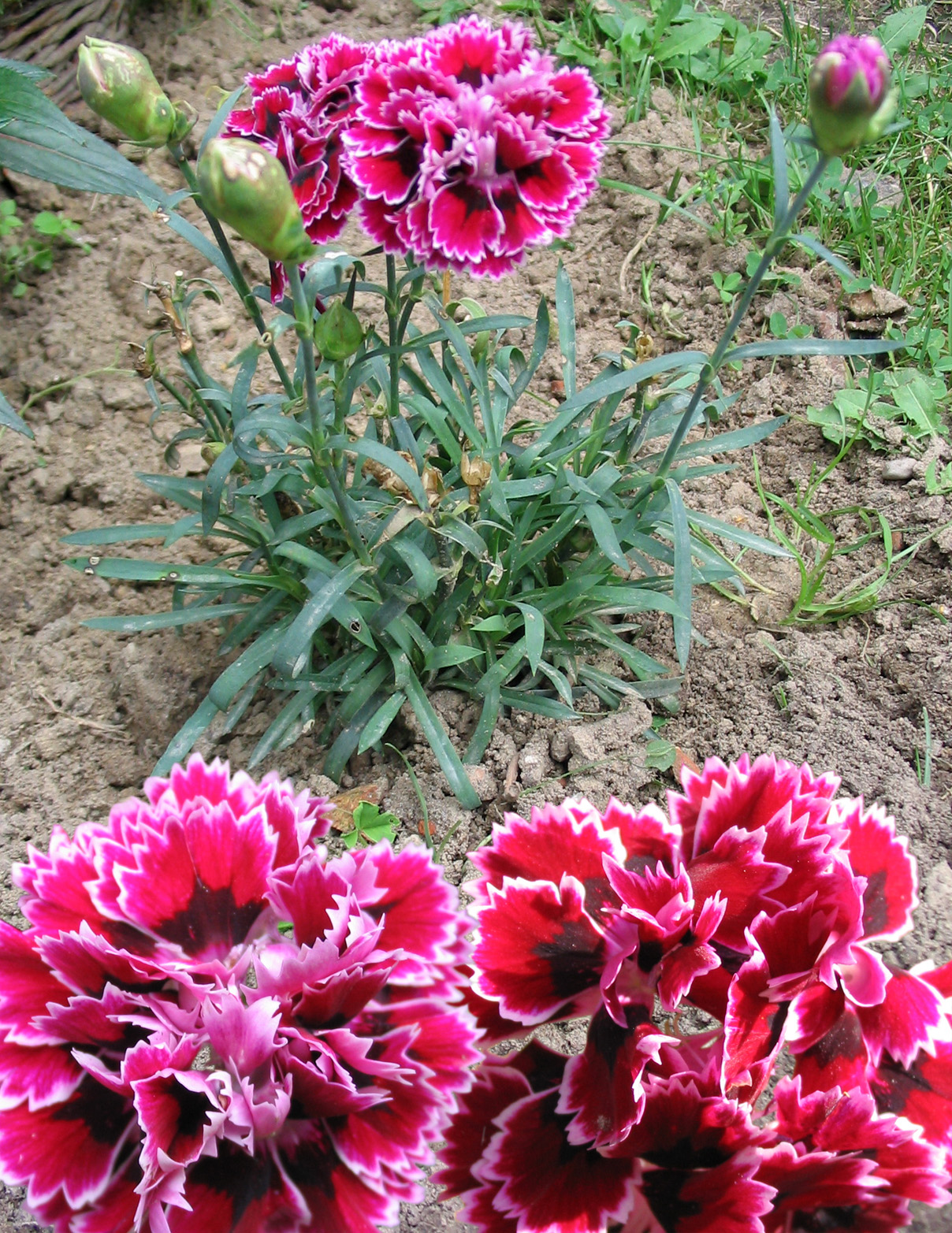
香石竹的栽培种康乃馨

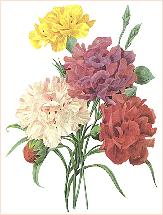
繪圖

理想的栽培是夏季涼爽、濕度低，冬季溫暖的地區。在14℃以下不大開花；25℃以上的生長快，但莖稈細弱而花很小。適宜在空氣相對乾燥、通風的環境中生長 。需要選擇陽光充足、通風的場所；生長在疏鬆肥沃、含豐富腐殖質。土壤酸鹼度在pH6.0－7.5為宜。
種苗定植用12厘米或15厘米盆，淺栽，不要傷根，栽後澆水。栽後20天摘心，促使基部萌發側枝。 保持盆土濕潤，每半月施肥1次。

### 繁殖
扦插、播種和組培繁殖。溫室以1－3月和9－10月為宜，露地以4－6月和9－10月為好。插床用苗床或塑料箱，插條基部2片葉去掉，留上部2－4片葉。生根適溫為10－13℃，插後20－25天生根。以秋播為好，播種適溫為18－20℃。

## 外部連結
- Carnations and the Floriculture Industry: Records of the Colorado Flower Growers Association （页面存档备份，存于）